# قره‌چای (قبه)
قره‌چای (به ترکی آذربایجانی: Qaraçay) یک منطقه مسکونی در جمهوری آذربایجان است که در شهرستان قوبا واقع شده است. قره‌چای ۱۲۴۵ نفر جمعیت دارد.